# Acalypha dissitiflora
Acalypha dissitiflora é uma espécie de flor do gênero Acalypha, pertencente à família Euphorbiaceae.